# Giri choco
Giri choco (義理チョコ (Nghĩa lí Choco) Giri choko) (tạm dịch: sô cô la nghĩa vụ, sô cô la lịch sự) là loại sô cô la mà phụ nữ tặng nam giới vào dịp Lễ tình nhân ở Nhật Bản. Đây là loại sô cô la có giá phải chăng, được phụ nữ tặng cho bạn bè, đồng liêu nhưng phải là những người mà người phụ nữ đó không có tình yêu.

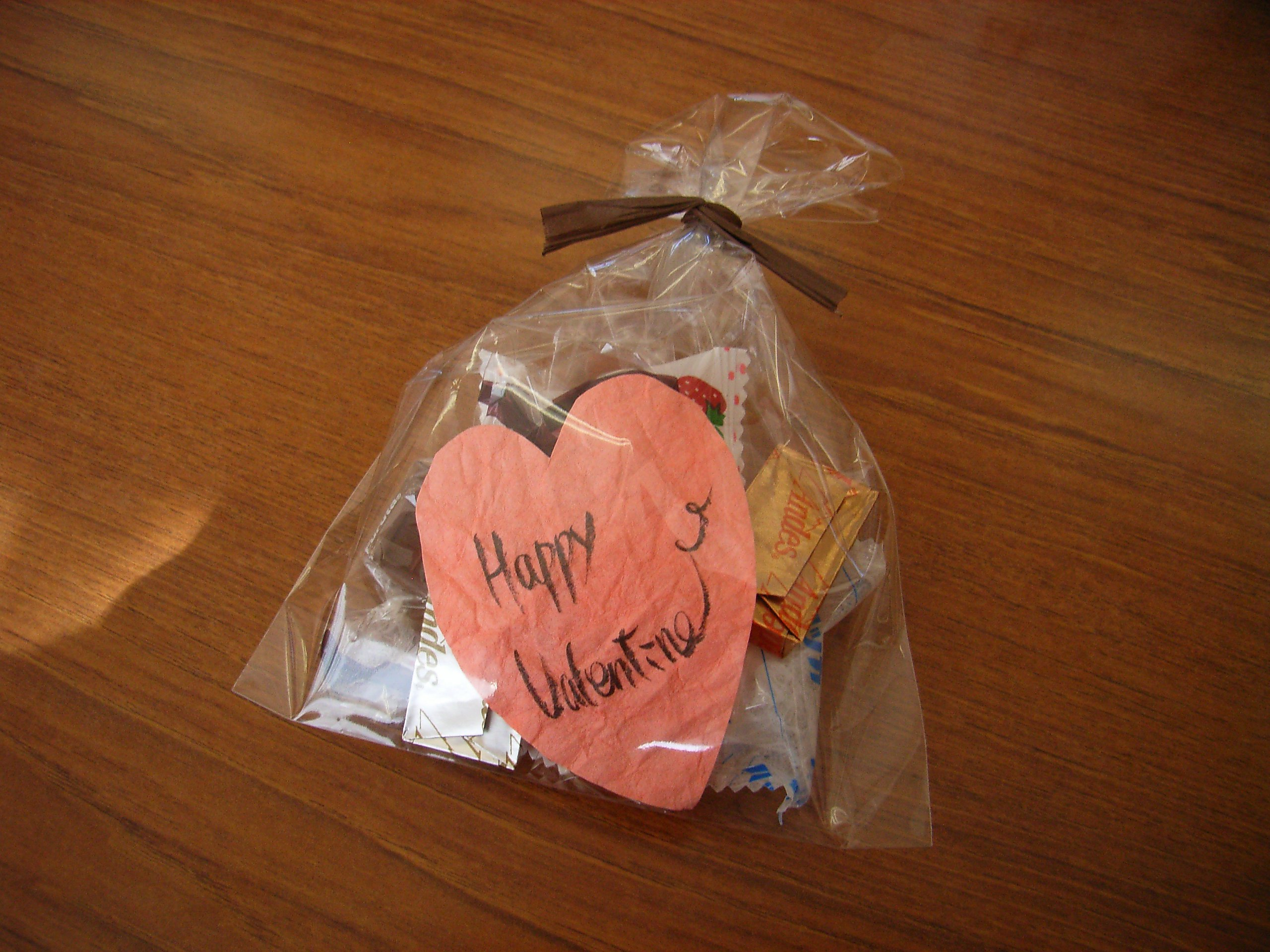
1 túi sô cô la Nghĩa lý, sô cô là lịch sự (Giri choko), thường là đơn giản và ít được chăm sóc cẩn thận

Thông thường thì nam giới sẽ báo đáp lại nữ giới bằng bánh qui hoặc các món quà khác vào dịp Ngày Trắng, 14 tháng 3.